# Matko Miljevic
Matko Mijael Miljevic (Miami, 9 de mayo de 2001) es un futbolista profesional estadounidense, que se desempeña como mediocampista en el Club Atlético Huracán de la Primera División de Argentina.

## Carrera
Comenzó a jugar al fútbol en el club 12 de Octubre de Lanús, antes de pasar a las divisiones preinfantiles de Boca Juniors. Posteriormente el entrenador Sergio Batista lo reclutó para integrarse a los equipos juveniles de Argentinos Juniors.
Fue promovido a la escuadra profesional durante la temporada 2018–19, haciendo su debut oficial en la victoria por 1-0  ante San Lorenzo en un partido por la Copa de la Superliga 2019 disputado en el estadio Diego Armando Maradona.
En agosto de 2021 fue fichado por el Montréal de la Major League Soccer norteamericana. Sin embargo en septiembre de 2023 su contrato con el club canadiense le fue rescindido y fue severamente sancionado por la MLS debido a que adulteró su identidad para jugar de incógnito en una liga de futsal amateur de Québec, en la cual también protagonizó una pelea como espectador.
Fue repatriado a la Argentina en febrero de 2024 por Newell's Old Boys.
En año 2025 se incorporó al plantel de Huracán.

## Selección nacional
Miljevic es internacional para  Estados Unidos, 
En abril de 2017 integró la selección de fútbol sub-16 de los Estados Unidos que participó del Torneo Montaigu, pero en agosto de 2018 jugó para la selección de fútbol sub-20 de Argentina un partido amistoso ante su par de Uruguay, y al año siguiente fue convocado por Esteban Solari para disputar el Torneo Internacional de Fútbol Sub-20 de la Alcudia de 2019.

## Vida personal
Miljevic es hijo de argentinos y es de ascendencia bosnio-croata a través de su abuelo que es oriundo de Bania Luka, una ciudad de Bosnia y Herzegovina habitada mayormente por serbios. Si bien nació en Miami -debido al temor de sus padres sobre el futuro de su país que estaba atravesando una profunda crisis económica-, comenzó el proceso de solicitud de su pasaporte croata en 2018, luego de que la Federación Croata de Fútbol manifestara interés en él como un futuro jugador de su equipo nacional. 
Miljevic practicó taekwondo cuando era joven, ganando el Abierto de Argentina en dos ocasiones: 2014 y 2015. Según sus dichos, la disciplina aprendida con este deporte y la elongación conseguida le resultaron muy útiles para su carrera de futbolista.

## Clubes
- Actualizado hasta el 9 de febrero de 2025.

| Club | Div.                | Temporada           | Liga  | Liga  | Liga   | Copas nacionales (1) | Copas nacionales (1) | Copas nacionales (1) | Copas internacionales (2) | Copas internacionales (2) | Copas internacionales (2) | Total | Total | Total  | Medida goleadora (3) |
| Club | Div.                | Temporada           | Part. | Goles | Asist. | Part.                | Goles                | Asist.               | Part.                     | Goles                     | Asist.                    | Part. | Goles | Asist. | Medida goleadora (3) |
| --- | ------------------- | ------------------- | ----- | ----- | ------ | -------------------- | -------------------- | -------------------- | ------------------------- | ------------------------- | ------------------------- | ----- | ----- | ------ | -------------------- |
| Argentinos Juniors Argentina | 1.ª                 | 2018-19             | 0     | 0     | 0      | 4                    | 0                    | 4                    | 1                         | 0                         | 0                         | 5     | 0     | 0      | 0,00                 |
| Argentinos Juniors Argentina | 1.ª                 | 2019-20             | 6     | 1     | 0      | 2                    | 0                    | 0                    | 2                         | 0                         | 0                         | 10    | 1     | 0      | 0,10                 |
| Argentinos Juniors Argentina | Total club          | Total club          | 6     | 1     | 0      | 6                    | 0                    | 0                    | 3                         | 0                         | 0                         | 15    | 1     | 0      | 0,00                 |
| C. F. Montréal · Canadá | 1.ª                 | 2021                | 5     | 1     | 0      | 2                    | 1                    | 0                    | 4                         | 0                         | 0                         | 11    | 2     | 0      | 0,18                 |
| C. F. Montréal · Canadá | 1.ª                 | 2022                | 22    | 1     | 1      | 2                    | 0                    | 2                    | -                         | -                         | -                         | 24    | 1     | 3      | 0,01                 |
| C. F. Montréal · Canadá | 1.ª                 | 2023                | 8     | 0     | 1      | 2                    | 0                    | 0                    | -                         | -                         | -                         | 10    | 0     | 1      | 0,00                 |
| C. F. Montréal · Canadá | Total club          | Total club          | 35    | 2     | 2      | 6                    | 0                    | 0                    | 4                         | 0                         | 0                         | 45    | 3     | 4      | 0,06                 |
| Newell's Old Boys Argentina | 1.ª                 | 2024                | 7     | 1     | 0      | 6                    | 0                    | 0                    | -                         | -                         | -                         | 13    | 1     | 0      | 0,07                 |
| Newell's Old Boys Argentina | Total club          | Total club          | 7     | 1     | 0      | 6                    | 0                    | 0                    | -                         | -                         | -                         | 13    | 1     | 0      | 0,07                 |
| Huracan Argentina | 1.ª                 | 2025                | 23    | 6     | 1      | 1                    | 0                    | 0                    | 5                         | 1                         | 5                         | 29    | 7     | 6      | 0.38                 |
| Huracan Argentina | Total club          | Total club          | 23    | 6     | 1      | 1                    | 0                    | 0                    | 5                         | 1                         | 5                         | 29    | 7     | 6      | 0.38                 |
| Total en su carrera | Total en su carrera | Total en su carrera | 71    | 9     | 3      | 19                   | 1                    | 0                    | 12                        | 1                         | 5                         | 102   | 12    | 10     | 0,05                 |
| (1) Las copas nacionales se refiere a la Copa de la Superliga y la Copa Argentina. (2) Las copas internacionales se refiere a la Copa Sudamericana. (3) Media de goles por encuentro. No incluye goles en partidos amistosos. |                     |                     |       |       |        |                      |                      |                      |                           |                           |                           |       |       |        |                      |